# 99e division d'infanterie (États-Unis)
Pour les articles homonymes, voir 99e division.
La  99e division d'infanterie est une des divisions d'infanterie de l'armée américaine (US Army) ayant participé à la Seconde Guerre mondiale.

## Création et différentes dénominations
La 99e division d'infanterie a été créé le 15 novembre 1942.

## Historique
L'unité a combattu pendant la Seconde Guerre mondiale et a libéré plusieurs villages belges dont celui de Limbourg.

## Théâtres d'opérations
- Seconde Guerre mondiale
  - Bataille des Ardennes